# Officierscasino

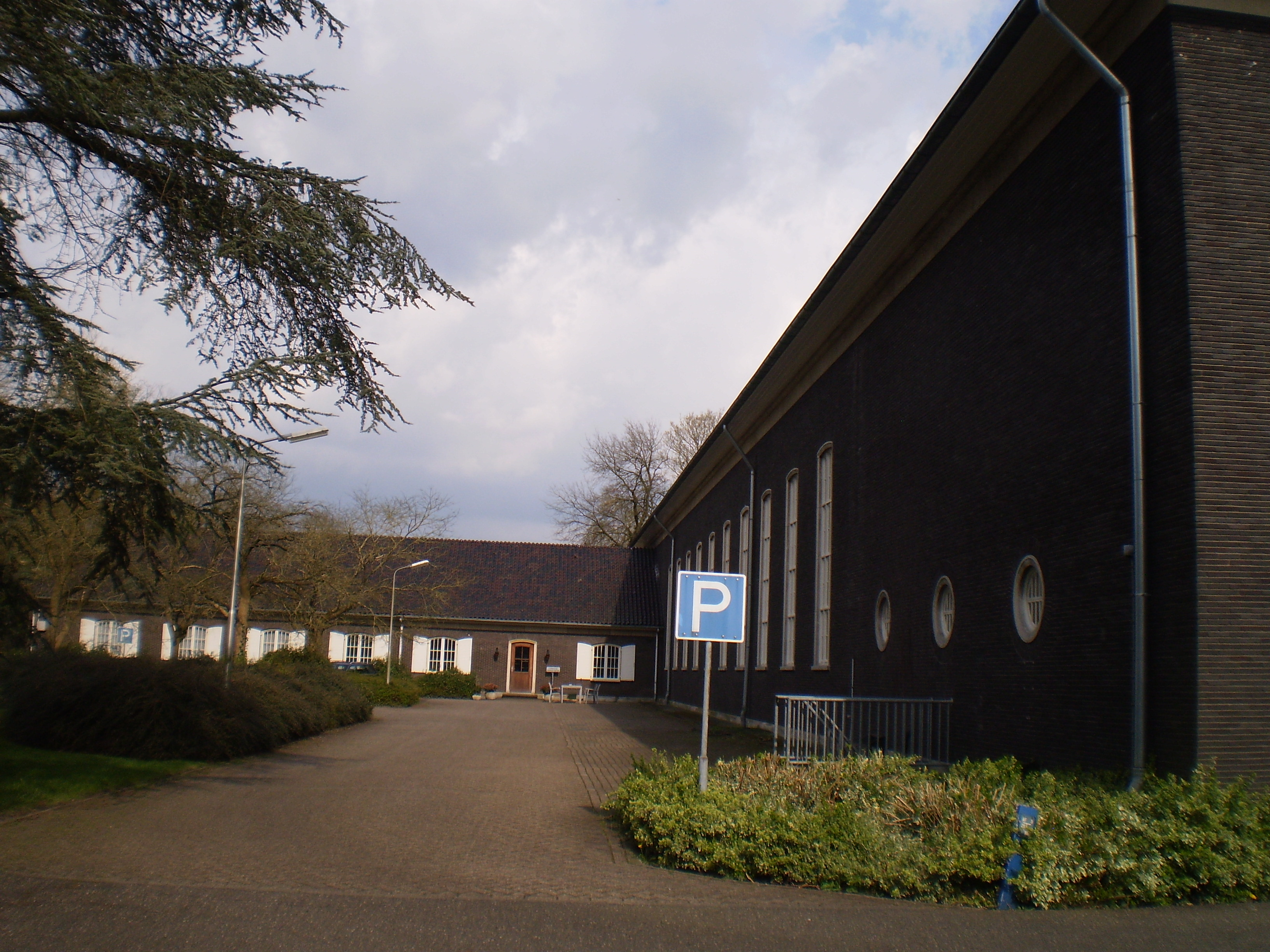
linkerzijde

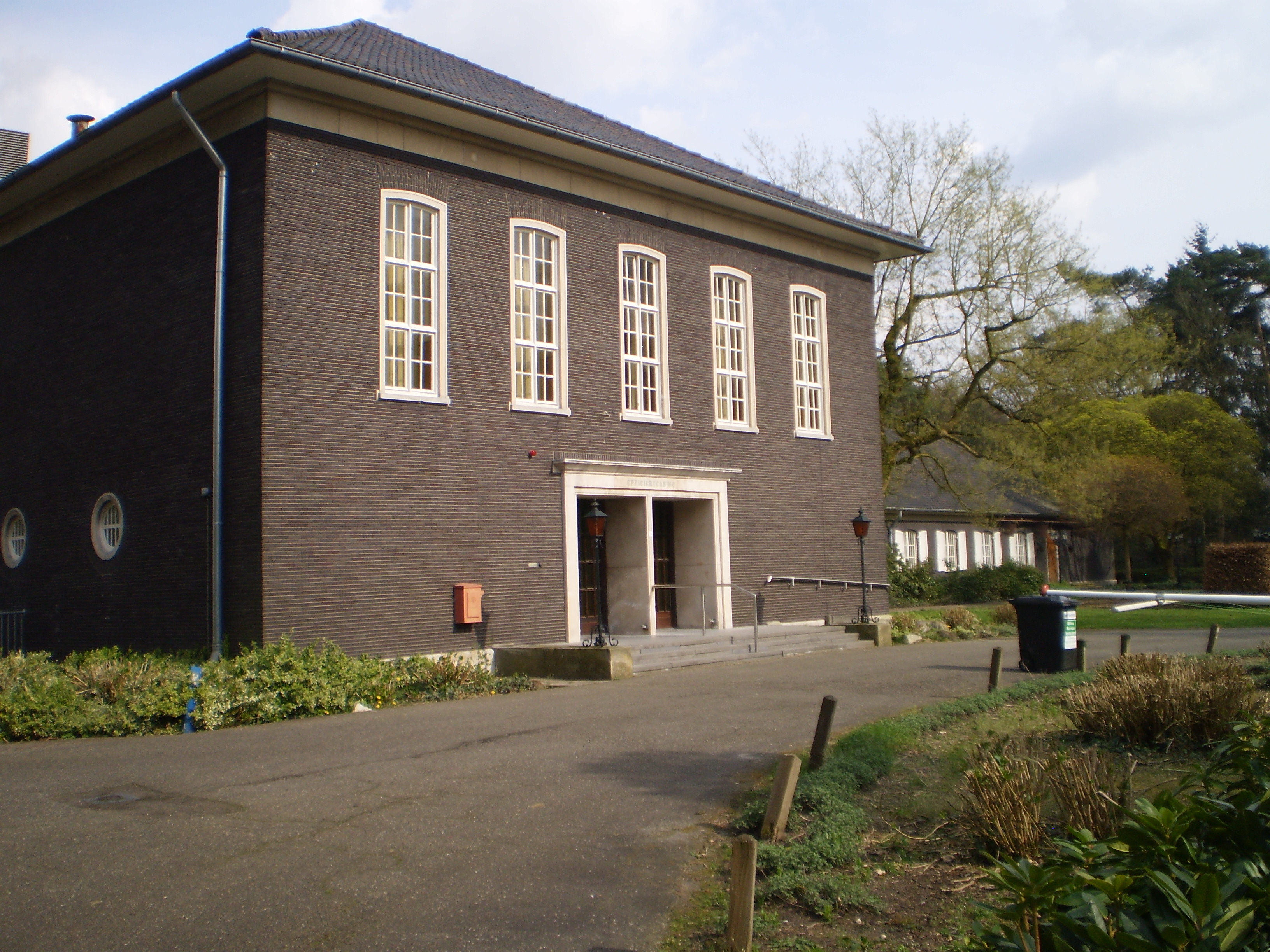
hoofdingang

Het Officierscasino ook wel Soldatenheim is een gemeentelijk monument aan de Kampweg 51 (oorspronkelijk Kampweg 1) in Soesterberg in de provincie Utrecht. Een officierscasino was in luchtmachtbegrippen een legeringsgebouw voor officieren met voorzieningen om te kunnen eten, baden, studeren en recreëren.

## Soldatenheim
Het pand werd in september 1940, vier maanden na de Nederlandse capitulatie, gebouwd in opdracht van de Duitse Luftwaffe. Het was een 'soldatenheim' dichtbij vliegbasis Soesterberg. De vliegheide van Soesterbergse werd in 1940 door de Duitsers omgebouwd tot bommenwerperbasis. Voor de bouw werden dwangarbeiders ingezet. Het huis zou een geschenk van Goering aan generaal Christiansen geweest zijn. Het benodigde marmer kwam via Mussolini uit Italië. Onder deze 'Feierhalle' waren de commandokelders gevestigd van waaruit de communicatie plaatsvond.
Het casino is een van de weinige overblijfselen van neoclassicistische nazi-architectuur in Nederland. De inrit bevindt zich aan de noordzijde. De muren zijn anderhalve meter dik. Op het hoofdgebouw van twee lagen is een schilddak geplaatst. Aan het hoofdgebouw zijn twee vleugels gebouwd van één bouwlaag, waardoor een Z-vormige plattegrond is ontstaan. In het midden van de symmetrische voorgevel is een inpandig portiek met een hardstenen bordes er voor. In het gebouw is niet veel veranderd. Er is een theaterzaal met orkestbak en de originele parketvloer ligt er nog. Verder is er een officiersmess en een kelder.

## KLM
Het casino viel in 1945 bijna onbeschadigd in handen van de Canadezen. Na 1945 werd het pand een jaar lang gebruikt als KLM-internaat voor vliegers, boordwerktuigkundigen en ander personeel. Daarna werd het een tot 1953 het hoofdgebouw van de Vliegmedische Dienst. Na 1953 werden er (luchtmacht) officieren gelegerd van de Vliegbasis Soesterberg en omgeving. Toen dat te klein bleek, werden in de vijftiger jaren van de twintigste eeuw een vleugel en een barak bijgebouwd. Sinds de sluiting van de vliegbasis wordt het casino gebruikt voor beëdigingen, (internationale) militaire conferenties, concerten, galabals, diners, tentoonstellingen en lokale activiteiten.

## Defensie verlaat pand
In augustus 2014 vroeg het Rijksvastgoedbedrijf een aantal partijen een plan in te dienen voor het tijdelijk gebruik van dit monumentale pand. ANNA Vastgoed & Cultuur heeft met haar voorstel de opdracht gekregen en op 1 december nam het vastgoedbedrijf het pand over. In het najaar van 2016 werd het pand te koop aangeboden.